# KunstFilmBiennale

Logo des Festivals

Die KunstFilmBiennale war ein von 2002 bis 2009 jährlich stattfindendes internationales Filmfestival im Bereich Kunstfilm in Köln.

## Entstehung
Die KunstFilmBiennale wurde 2002 von Kunstkritiker, Filmemacher und Autor Heinz Peter Schwerfel ins Leben gerufen. Aus dem Kölner Kunstfilmfestival entwickelte sich schnell ein anerkannter Treffpunkt für die internationale Szene der Medienkünstler. Das Festival gab sich als „Mischung von Ausstellung und Festival, mit Kurz- und Lang-, Experimental- und Erzählfilmen, […] mit internationalem und Nachwuchs-Wettbewerb, Retrospektiven und Hommagen“. Die Filme wurden in Kinos, Museen und Galerien in Köln und Bonn gezeigt.

## Preise
Innerhalb der KunstFilmBiennale wurden unterschiedliche Preise verliehen. Zu nennen sind der mit 15.000 Euro dotierte Preis des Internationalen Wettbewerbs (PdIW) von der Filmstiftung NRW und der mit 25.000 Euro dotierte Bild-Kunst-Förderpreis für experimentellen Film (BKF). Sowohl die Auszeichnung, als auch das Preisgeld konnte unter mehreren Künstlern aufgeteilt werden. Innerhalb des Internationalen Wettbewerbes konkurrieren die Filme zudem um den Preis des Verbandes der deutschen Filmkritik (PdVddF). 2009 wurden auch erstmals zwei Publikumspreise im Internationalen Wettbewerb der KunstFilmBiennale vergeben. Die Nico der Stadt Köln für Filme ab 60 Minuten Länge (N Köln) und die Nico der SK Stiftung Kultur für Filme bis 60 Minuten Länge (N Kultur), jeweils dotiert mit 1.000 Euro.

## Jury
Die Jury setzte sich aus jährlich wechselnden Sachverständigen aus den Bereichen Kunst, Film und den zugehörigen Wissenschaften zusammen. Jurymitglieder waren bisher unter anderem Gus van Sant, Julia Stoschek, Stephan Berg, Rolf Bier, Amira Casar, Harun Farocki, Gundolf S. Freyermuth, Isaac Julien, Michael Althen, Shirin Neshat, Marcel Odenbach, Daniel Kothenschulte, Bjørn Melhus.

## Preisträger
2002 
- Clemens von Wedemeyer (BKF)

 2003 
- Isaac Julien (PdIW)
- Mirko Kubein (BKF)
- Harald Hund und Paul Horn (PdVddF)

Lobende Erwähnung der Jury:
Valérie Jouve,
Julius Werner,
Christian Meyer,
Mark Lewis
 2004 
- Clemens Pichler (BKF)
- Maria Gibert, Johanna Hodde und Olga Lux (BKF)

Lobende Erwähnung der Jury:
Robert Seidel
 2005 
- Artur Zmijewski (PdIW)
- Anna Gaskell (PdVddF)
- Johan Grimonprez (BKF)
- Stephan-Flint Müller (BKF)

Lobende Erwähnung der Jury:
Kenji Ouellet, Jean-Marie Straub und Danièle Huillet
 2007 
- Florian Gwinner (BKF)
- Sylvia Schadelbauer (BKF)
- Guy Ben-Ner (PdIW), Israel, für seinen Film Stealing Beauty
- Julian Rosefeldt (PdIW)
- Doug Aitken (PdVddF)

Lobende Erwähnung der Jury:
Timo Katz,
Daniel Burkhardt
 2009 
- Jani Ruscica (PdIW)
- Vasilij Sigarev (PdIW)
- Adam Leech (PdVddF)
- Samuel Maoz (N Köln)
- Sam Taylor-Wood (N Kultur)
- Jana Debus (BKF)
- Marc Thümmler (BKF)
- Mirko Martin (BKF)

Lobende Erwähnung der Jury:
Bruno Dumont

## Zitate
„Im siebten Jahr ihres Bestehens ist die KunstFilmBiennale aus dem rheinischen Kulturleben nicht mehr wegzudenken.“

„Als einzigartige Mischung von Ausstellung und Festival, bestückt mit Kurz- und Lang-, Experimental- und Erzählfilmen, erkundet die Kölner KunstFilmBiennale seit 2002 systematisch die Grenze zwischen Kunst und Kino.“